# 忘却の覇王 ロラン
『忘却の覇王 ロラン』（ぼうきゃくのはおう ロラン）は、吉野匠による日本のライトノベル。
メディアミックスとして、コミカライズ版がスクウェア・エニックスのウェブコミック配信サイト『ガンガンONLINE』で2010年12月9日更新分から2013年5月9日まで第2木曜日更新で連載された。望月淳（キャラクターデザイン）、葉月翼（作画）。

## あらすじ
アヴァロン世界にある、とある大陸。この大陸には2つの国家が存在し、覇権を争っていた。クラウベン帝国と商業都市連合である。2つの国家は戦争を始めていたが、趨勢は商業都市連合が優勢であり、帝国は滅亡の危機にあった。そこに、商業都市連合の総帥・アメンティが、停戦の条件として帝国の王女・エトワールを嫁に貰いたいと持ちかける。

## 登場人物

### クラウベン帝国
ロラン・フランベルジュ
主人公。クラウベン帝国の王室警備隊長。傭兵上がりの叩き上げで、大胆不敵な性格。
エトワール・ド・クラウベン
クラウベン帝国の王女であり、現国王の姪にあたる。帝国では唯一の王位継承者でもある。17歳。7歳の時にロランに助けられて以来、彼に絶大の信頼を寄せている。快活で気丈な少女だが、ロランなど一部の人間の前では隠していた悩みを吐き出すなど、弱みを見せるところもある。停戦の交渉としてアメンティとの婚約を持ち出されるが、彼女はそれを拒絶する。
フォレスタ
クラウベン帝国の現国王。エトワールの叔父。聡明な人物で国民からの支持は高い。
ジョアン
メイド頭。エトワールの世話をしている。
ヨハン・クリスチャンセン
クラウベン帝国の少将。部下からの信頼は厚い。
ワイラー・グッテンハイム
ロランの副官。ロランのことを慕っている。
ジャック
ロランに連合側の内部情報を提供してくれる情報屋。魔族のシオンとも知り合いである。

### 商業都市連合
アメンティ
商業都市連合の総帥。戦争中のクラウベン帝国との停戦の交渉で、停戦の条件としてエトワール姫を嫁に貰いたいと持ちかける。冷酷な性格。
ダンテ・ベルフォーレ
商業都市連合の革命評議会議員。議員の中では1番の若手。総統アメンティの目的を疑問に感じ始めている。
フェルトナー・フェリキタス
元・商業都市連合軍少将。フィーユ山の戦いでロラン率いる帝国軍と相対し、命令に背いて撤退した。「俺ぁ、全くついてない」が口癖。
レオン
ロランの宿敵にして卓越した剣士。利害の一致するアメンティと行動を共にしている。魔王とは浅からぬ因縁があるらしい。

### 魔族
シオン
監獄に幽閉されていた少女。ロランの手によって解放される。ロランに心酔しているが、ロラン以外の人間を信頼していない。その正体は魔族でありハーフヴァンパイア。絶大な力を秘めている。
レナ
金髪碧眼の少女。魔族の中でも強大な力を持つ「アポストル・ファイブ」の一人。ニケの姉で、姉弟合わせて“光と風の姉弟”と呼ばれている。
ニケ
金髪碧眼の少年。「アポストル・ファイブ」の一人。レナの弟で、姉弟合わせて“光と風の姉弟”と呼ばれている。
ユキ
一見すると病弱少女のようだが、実は男の子である。「アポストル・ファイブ」の一人で、魔族一の俊足を誇っている。魔王以外の人の前には滅多に姿を現さず、普段は透明モードになっている。
ヴィクター
「アポストル・ファイブ」の一人で巨漢。誰に対しても横暴でがさつな性格だが、唯一シオンにだけは忠実に従う。後にロランを裏切り、アメンティ側につく。
ロベール
「アポストル・ファイブ」の一人。容姿は青年風の魔族で、人間を心底嫌っている。後にロランを裏切り、アメンティ側につく。
フューリー
第三時代に生まれた若い少女。

### 生体兵器
ルゥネ
ベータシリーズという古代のLT兵器である生体兵器の一人。白銀の長髪とオレンジ色の目をした少女。製造番号はナンバーサーティーン。ルゥネという名はロランによってつけられた。
マスターの命令には忠実で、それゆえ融通が利かないところがある。

## 既刊一覧

### 小説
- 吉野匠（著）・望月淳（イラスト） 『忘却の覇王 ロラン』 スクウェア・エニックス〈ガンガンノベルズ〉、全7巻
  1. 2010年1月22日発売[1]、ISBN 978-4-7575-2786-7
  2. 2010年7月27日発売[2]、ISBN 978-4-7575-2957-1
  3. 2010年11月27日発売[3]、ISBN 978-4-7575-3082-9
  4. 2011年7月27日発売[4]、ISBN 978-4-7575-3318-9
  5. 2011年12月27日発売[5]、ISBN 978-4-7575-3469-8
  6. 2012年8月22日発売[6]、ISBN 978-4-7575-3719-4
  7. 2013年8月22日発売[7]、ISBN 978-4-7575-4057-6

### 漫画
- 吉野匠（原作）・望月淳（キャラクターデザイン）・葉月翼（作画） 『忘却の覇王 ロラン』 スクウェア・エニックス〈ガンガンコミックスONLINE〉、全6巻
  1. 2011年7月27日発売[8]、ISBN 978-4-7575-3305-9
  2. 2011年7月27日発売[9]、ISBN 978-4-7575-3306-6
  3. 2011年11月26日発売[10]、ISBN 978-4-7575-3425-4
  4. 2012年7月27日発売[11]、ISBN 978-4-7575-3683-8
  5. 2013年5月27日発売[12]、ISBN 978-4-7575-3816-0
  6. 2013年8月22日発売[13]、ISBN 978-4-7575-4037-8